# Waar is mijn erfenis?
Waar is mijn erfenis? is een Nederlands televisieprogramma uitgezonden op SBS6 waarin presentator Dennis van der Geest mensen bijstaat die te maken hebben met onopgeloste erfenisconflicten. Van der Geest krijgt hierbij hulp van advocaten, notarissen en erfrechtdeskundigen. Het programma werd in het najaar van 2023 wekelijks uitgezonden op de donderdagavond. Het tweede seizoen startte in januari 2025.

## Seizoensoverzicht
| Seizoen | Uitzendtijden               | Aantal afleveringen | Start seizoen   | Start seizoen | Einde seizoen    | Einde seizoen | Gemiddelde kijkcijfers |
| Seizoen | Uitzendtijden               | Aantal afleveringen | Datum           | Kijkcijfers   | Datum            | Kijkcijfers   | Gemiddelde kijkcijfers |
| ------- | --------------------------- | ------------------- | --------------- | ------------- | ---------------- | ------------- | ---------------------- |
| 1       | Donderdag 20:30 – 21:30 uur | 7                   | 26 oktober 2023 | 744.000       | 14 december 2023 | 836.000       | 830.571                |
| 2       | Donderdag 20:30 – 21:30 uur | 8                   | 2 januari 2025  | 686.000       | 20 februari 2025 | 781.000       | 759.125                |